# Quella sporca dozzina - Missione mortale
Quella sporca dozzina - Missione mortale (The Dirty Dozen: The Deadly Mission) è un film per la televisione statunitense del 1987 diretto da Lee H. Katzin. Il film è conosciuto in Italia anche con il titolo Quella sporca dozzina: missione di morte.
È un film di guerra con protagonisti Telly Savalas, Ernest Borgnine e Vince Edwards. È il secondo sequel di Quella sporca dozzina. L'unico attore superstite del cast del film originario è Borgnine mentre Savalas, anch'egli presente nel cast di Quella sporca dozzina, interpreta il nuovo personaggio (dato che il suo personaggio originario muore nel primo film) del maggiore Wright, a capo della nuova dozzina di condannati in missione suicida (un tredicesimo uomo, Hallet, viene reclutato all'inizio ma non parte per la missione).

## Trama
Il maggiore Wright riunisce dodici soldati per compiere una missione destinata a impedire a un gruppo di scienziati tedeschi di portare a compimento gli esperimenti di un nuovo gas mortale.

## Produzione
Il film, diretto da Lee H. Katzin su una sceneggiatura di Mark Rodgers, fu prodotto da Mel Swope per Jadran Film e MGM/UA Television.

## Distribuzione
Il film fu trasmesso negli Stati Uniti il 1º marzo 1987 sulla rete televisiva NBC.
Alcune delle uscite internazionali sono state:
- in Svezia (12 fördömda män 3 - Dödligt uppdrag)
- in Germania Ovest (Das dreckige Dutzend Teil 3 - Die tödliche Mission)
- in Francia (Les douze salopards - Mission suicide)
- in Finlandia (Likainen tusina 3)
- in Venezuela (Los doce del patíbulo: La misión mortal)
- in Brasile (Os doze Condenados - Missão Mortal)
- in Ungheria (Piszkos tizenkettő - Halálos küldetés)
- in Italia (Quella sporca dozzina - Missione mortale)

## Promozione
La tagline è: "When it's impossible... send in the Dozen.".

## Critica
Secondo il Morandini il film è "efficace ma convenzionale".

## Prequel e sequel
Quella sporca dozzina - Missione mortale è il sequel di Quella sporca dozzina (The Dirty Dozen) del 1967 e di Quella sporca dozzina II (The Dirty Dozen: Next Mission) e fu seguito da Quella sporca dozzina - Missione nei Balcani (The Dirty Dozen: The Fatal Mission) del 1988.